# Olympische Sommerspiele 1988/Teilnehmer (Honduras)
| Gelbes Symbol für Goldmedaillen mit stilisierten Olympischen Ringen | Graues Symbol für Silbermedaillen mit stilisierten Olympischen Ringen | Braundes Symbol für Bronzemedaillen mit stilisierten Olympischen Ringen |
| ------------------------------------------------------------------- | --------------------------------------------------------------------- | ----------------------------------------------------------------------- |
| —                                                                   | —                                                                     | —                                                                       |

Honduras nahm an den Olympischen Sommerspielen 1988 in Seoul, Südkorea, mit einer Delegation von acht Sportlern (sieben Männer und eine Frau) teil.

## Teilnehmer nach Sportarten

### Boxen
- Darwin Angeles
Halbfliegengewicht: 17. Platz

- Roberto Martínez
Mittelgewicht: 17. Platz

### Leichtathletik
- Jorge Ponce
400 Meter: Vorläufe
400 Meter Hürden: Vorläufe

- Santiago Fonseca
20 Kilometer Gehen: 40. Platz

- Rafael Valladares
20 Kilometer Gehen: 48. Platz

### Schwimmen
- Pablo Barahona
50 Meter Freistil: 58. Platz
100 Meter Freistil: 68. Platz
100 Meter Rücken: 46. Platz
200 Meter Rücken: 38. Platz

- Plutarco Castellanos
50 Meter Freistil: 60. Platz
100 Meter Freistil: 64. Platz
100 Meter Schmetterling: 47. Platz

- Ana Fortin
Frauen, 50 Meter Freistil: 38. Platz
Frauen, 100 Meter Freistil: 44. Platz
Frauen, 100 Meter Rücken: 33. Platz
Frauen, 200 Meter Rücken: 29. Platz
Frauen, 100 Meter Schmetterling: 35. Platz